# Црвена копрена
Црвена копрена је привремени поремећај вида због повећаног прилива крви у глави и очима у току дејства негативних „-“ убрзања у „z“ правцу (-az).

## Етиологија
Црвена копренасе дешава када тело доживи негативну г-силу довољну да изазове проток крви из доњих делова тела у главу. Она је потенцијално опасна и мже изазвати оштећење мрежњаче и хеморагични мождани удар. 
Према доминантној теорији, црвенило које се појављује у видном пољу није узроковано стварним протоком крви у око, већ је највероватније узроковано крвљу оптерећеног доњег капка који долази у видно поље због  дејства негативних „-“ убрзања у „z“ правцу (-az).

## Патофизиологија
У току спуштања (слетања) ваздухоплова, на тело делује сила убрзања навише према горњим деловима тела, у смеру седиште глава пилота, (ово убрзање се назива негативно "G" убрзање), које повећава притисак крви у артеријској циркулације врата, главе и можданом ткиву. У току дејства ове вртсе убрзања пилот доживљава поремећај вида познат као црвена копрене или "rеdeouts", а због повећаног артеријског притисака у мозгу може доћи и до можданог удара. -Gz убрзање, трајно, можда више оштећује организам од +Gz убрзања.

### Субјективни симптоми
Ова врста убрзања делује од главе према седишту а пилот има осећај као да је главом окренут надоле;
- од -1 Gz до -2 Gz, трбушни и грудни органи померају се нагоре јавља се конгестија лица, са растућим болом у глави
- од -3 Gz до -4,5 Gz човек има осећај као да ће лобање де му пукне а очи да искоче из очних дупљи. У очима се јавља осећај пецкања, а касније и црвенило пред очима - црвена копрене.
- > на -4,5 Gz, јавља се психичка конфузију и губитак свести. -4,5 Gz је највећи ниво убрзања до кога је очувана свест., Даљи пораст обавезно изазива губитак свести.